# Eupithecia kozhantschikovi
Eupitecia kozhantschikovi es una especie de polilla de la familia Geometridae. La especie fue descrita por primera vez por Eugen Wehrli en 1929 y se puede encontrar distribuido en Rusia. El holotipo de la especie fue descrtio en las montañas de Minusinsk.